# Steven Kruijswijk
Steven Kruijswijk (* 7. Juni 1987 in Nuenen) ist ein niederländischer Radrennfahrer.

## Karriere
Steven Kruijswijk nahm im Alter von 16 Jahren erstmals an internationalen Junioren-Rennen teil. Nachdem er als Junior keinen nennenswerten Ergebnisse einfahren konnte, fuhr er ab dem Jahr 2006 für das niederländische UCI Continental TeamVan Vliet-EBH-Advocaten. Nach nur einem Jahr wechselte er zum Rabobank Continental Team. Im Jahr 2009 wurde er niederländischer U23-Meister im Straßenrennen und belegte den zweiten Rang im Einzelzeitfahren. Weiters wurde er Gesamtzweiter der Internationalen Thüringen Rundfahrt, wobei er sich dem Österreicher Stefan Denifl nur um zwei Sekunden geschlagen geben musste.
Im Jahr 2010 wechselte Steven Kruijswijk im Alter von 22 Jahren zum Rabobank Cycling Team, für das er im Mai desselben Jahres sein Grand-Tour-Debüt beim Giro d’Italia gab. Als Ausreißer belegte er auf der 17. Etappe den dritten Rang, ehe er die Italien-Rundfahrt auf dem 18. Gesamtrang beendete. Im Jahr darauf belegte er beim Giro d’Italia 2011 den achten Gesamtrang. Seinen ersten Etappensieg als Profi feierte er wenige Wochen später, als er die Bergankunft in Malbun im Rahmen der Tour de Suisse gewann. Weiters beendete er die Rundfahrt der UCI WorldTour auf dem dritten Gesamtrang. Im Jahr 2012 ging er erstmals bei der Tour de France an den Start, die er auf dem 33. Gesamtrang beendete. Nachdem er in der Saison 2013 keine nennenswerten Ergebnisse einfahren hatte können, gewann er im Alter von 27 Jahren mit dem Arctic Race of Norway 2014 erstmals ein Etappenrennen. In der nachfolgenden Saison konnte Steven Kruijswijk erneut bei den Grand Tours aufzeigen und belegte den siebten Gesamtrang beim Giro d’Italia 2015.

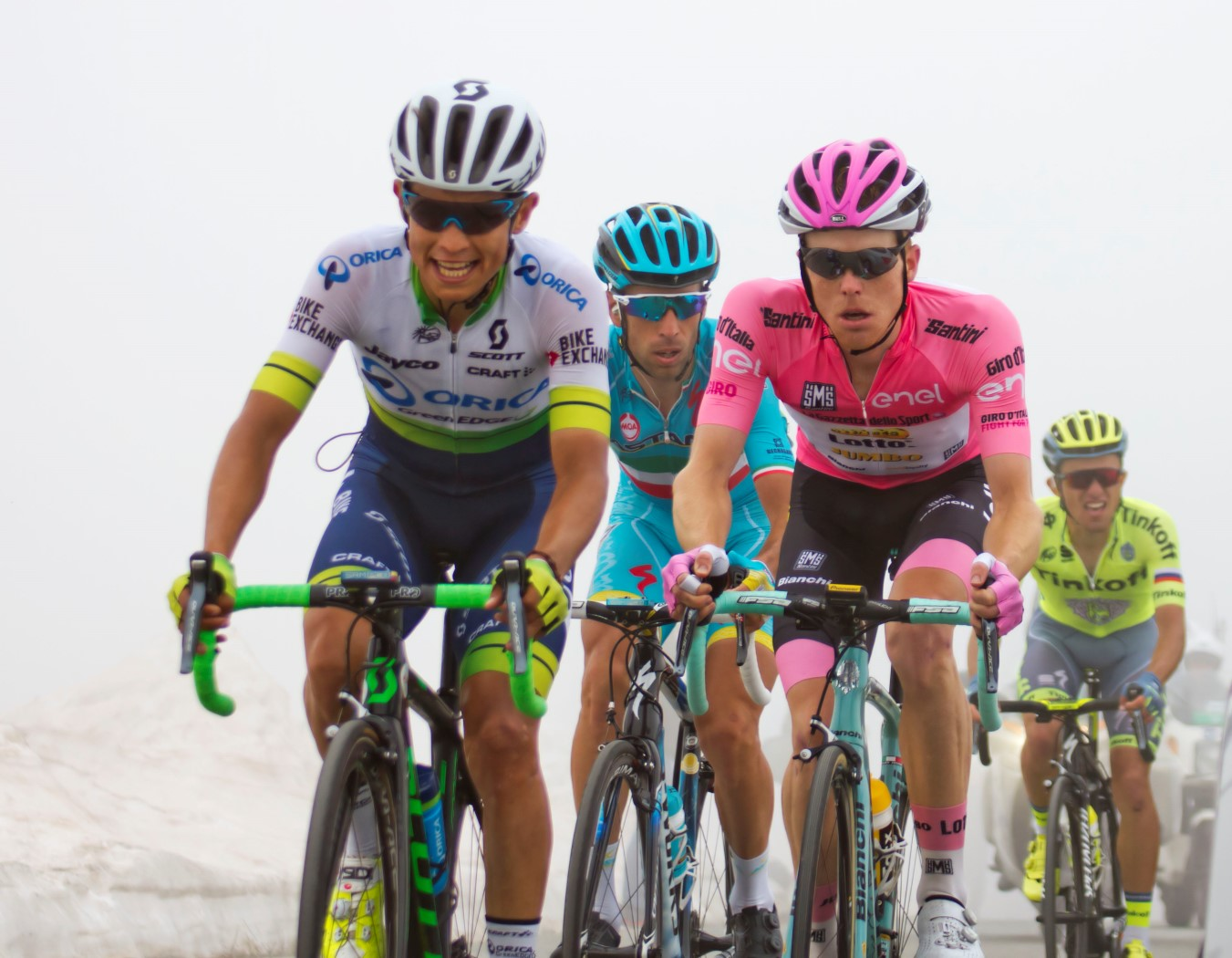
Steven Kruijswijk im Rosa Trikot beim Giro d’Italia 2016

Im Jahr 2016 ging Steven Kruijswijk als Kapitän des Team Lotto NL-Jumbo beim Giro d’Italia 2016 an den Start, wo er sich auf den ersten Etappen als einer der stärksten Fahrer präsentierte. Auf der 14. Etappe, die über mehrere Dolomiten-Pässe führte, belegte er hinter dem Kolumbianer Esteban Chaves den zweiten Rang und übernahm zugleich die Maglia Rosa. Im anschließenden Bergzeitfahren auf die Seiser Alm, baute er seinen Vorsprung auf mehr als zwei Minuten aus, womit er als Favorit in die abschließende Woche ging. Nachdem seinen Vorsprung nach dem zweiten Ruhetag auf drei Minuten ausbauen hatte können, kam Steven Kruijswijk auf der 19. Etappe in der Abfahrt vom Col Agnel zu Sturz, als er einem Angriff von Vincenzo Nibali folgen wollte, der zu diesem Zeitpunkt im Gesamtklassement bereits fast fünf Minuten zurücklag. Der Niederländer kollidierte mit einer Schneewand unterhalb der Passhöhe und verlor den Kontakt zu seinen größten Kontrahenten. Im Ziel wies er einen Rückstand von mehr als vier Minuten auf, womit er in der Gesamtwertung auf den dritten Platz abrutschte. Tags drauf wurde er von dem Spanier Alejandro Valverde bei der letzten Bergankunft vom Podium verdrängt und beendete seine sechsten Italien-Rundfahrt auf dem vierten Gesamtrang. Nach einer längeren Rennpause ging Steven Kruijswijk für die niederländische Nationalmannschaft bei den Olympischen Spielen von Rio de Janeiro an den Start, wo er im Straßenrennen den 39. Rang belegte. Am Ende der Saison brach er sich bei der Vuelta a España das Schlüsselbein, als er auf der 5. Etappe rund zwei Kilometer vor dem Ziel mit einem nicht markierten Metallpfosten kollidierte.

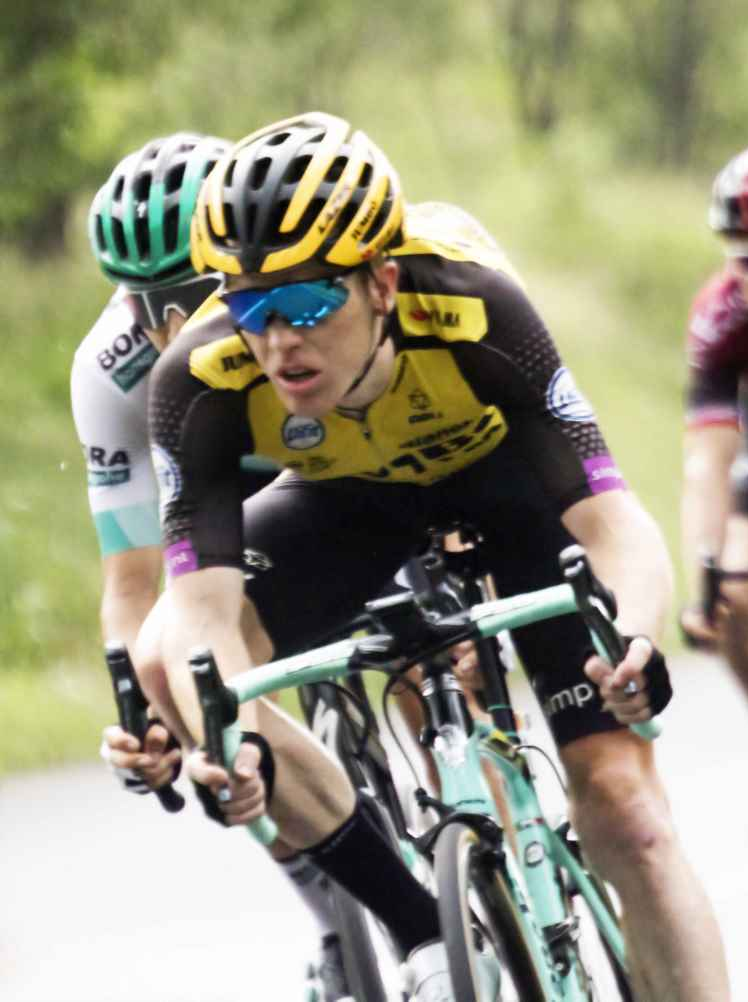
Steven Kruijswijk bei der Tour de France 2019

Beim Giro d’Italia 2017 konnte Kruijswijk nicht an seine Leistungen aus dem Vorjahr anschließen. Aufgrund von Magenproblemen nahm er die vorletzte Etappe als Zehnter der Gesamtwertung nicht in Angriff. Wenige Wochen später stand er erneut als Dritter auf dem Podium der Tour de Suisse, ehe er mit der Vuelta a España eine weitere Grand Tour unter den Top 10 beendete. Im Jahr 2018 fokussierte sich der zwischenzeitlich 31-jährige Niederländer auf die Tour de France, die er zuvor bereits dreimal bestritten hatte. Im Vorfeld der Frankreich-Rundfahrt fuhr er bei der Andalusien-Rundfahrt, Katalonien-Rundfahrt, Tour de Romandie und Tour de Suisse in die Top 10. Bei der Tour de France 2018 präsentierte er sich als einer der stärksten Fahrer, wobei er hinter seinem Teamkollegen Primož Roglič den fünften Gesamtrang belegte. Am Ende der Saison ging er gemeinsam mit George Bennett als Co-Leader bei der Vuelta a España an den Start, wo er erneut auf der letzten Bergetappe vom Podium verdrängt wurde. Im Jahr 2019 ging Steven Kruijswijk in Abwesenheit von Primož Roglič als Kapitän des Team Jumbo-Visma bei der Tour de France 2019 an den Start, nachdem er im Frühjahr erneut mit guten Ergebnissen aufgezeigt hatte. Gemeinsam mit seinen Teamkollegen gewann er das Mannschaftszeitfahren der 2. Etappe in Brüssel und schuf somit eine gute Ausgangsposition. Auf den nachfolgenden Bergetappen präsentierte er sich als einer der stärksten Fahrer und stand schlussendlich in Paris hinter Egan Bernal und Geraint Thomas erstmals auf dem Podium einer Grand Tour. Bei der anschließenden Vuelta a España kam er im Mannschaftszeitfahren der 1. Etappe zu Sturz und gab die Rundfahrt wenige Tage später wegen Knieproblemen auf.
Aufgrund der COVID-19-Pandemie kam es im Jahr 2020 zu zahlreichen Absagen und Verschiebungen. Im Rahmen einer verkürzten Austragung des Critérium du Dauphiné, erlitt Steven Kruijswijk eine Schulterblattfraktur, womit er seinen Start bei der Tour de France absagen musste. Bei der Rundfahrt hätte er gemeinsam mit Primož Roglič und Tom Dumoulin eine Drei-Mann-Spitze bilden sollen. Nach seiner Genesung ging er stattdessen beim Giro d’Italia an den Start, der in den Oktober verlegt worden war. Nachdem er am ersten Ruhetag positiv auf COVID-19 getestet worden war, musste er die Italien-Rundfahrt jedoch auf dem elften Platz liegend verlassen.
In den nachfolgenden Jahren konnte Steven Kruijswijk nicht mehr an seine früheren Leistungen anschließen und nahm vermehrt eine Helferrolle um Primož Roglič ein. Nachdem er die Tour de France 2021 krankheitsbedingt aufgab, verhalf er dem Slowenen zu dessen dritten Gesamtsieg bei der Spanien-Rundfahrt. Im Jahr 2022 ging er erneut bei der Tour de France an den Start, wobei er sich in die Dienste um den späteren Gesamtsieger Jonas Vingegaard stellte. Auf der 15. Etappe brach er sich jedoch das Schulterblatt und Schlüsselbein, womit er die Frankreich-Rundfahrt erneut vorzeitig verlassen musste. In den Jahren 2023 und 2024 kam Steven Kruijswijk jeweils beim Critérium du Dauphiné zu Sturz, weshalb er die Tour de France in beiden Jahren wegen Frakturen verpasste.

## Erfolge

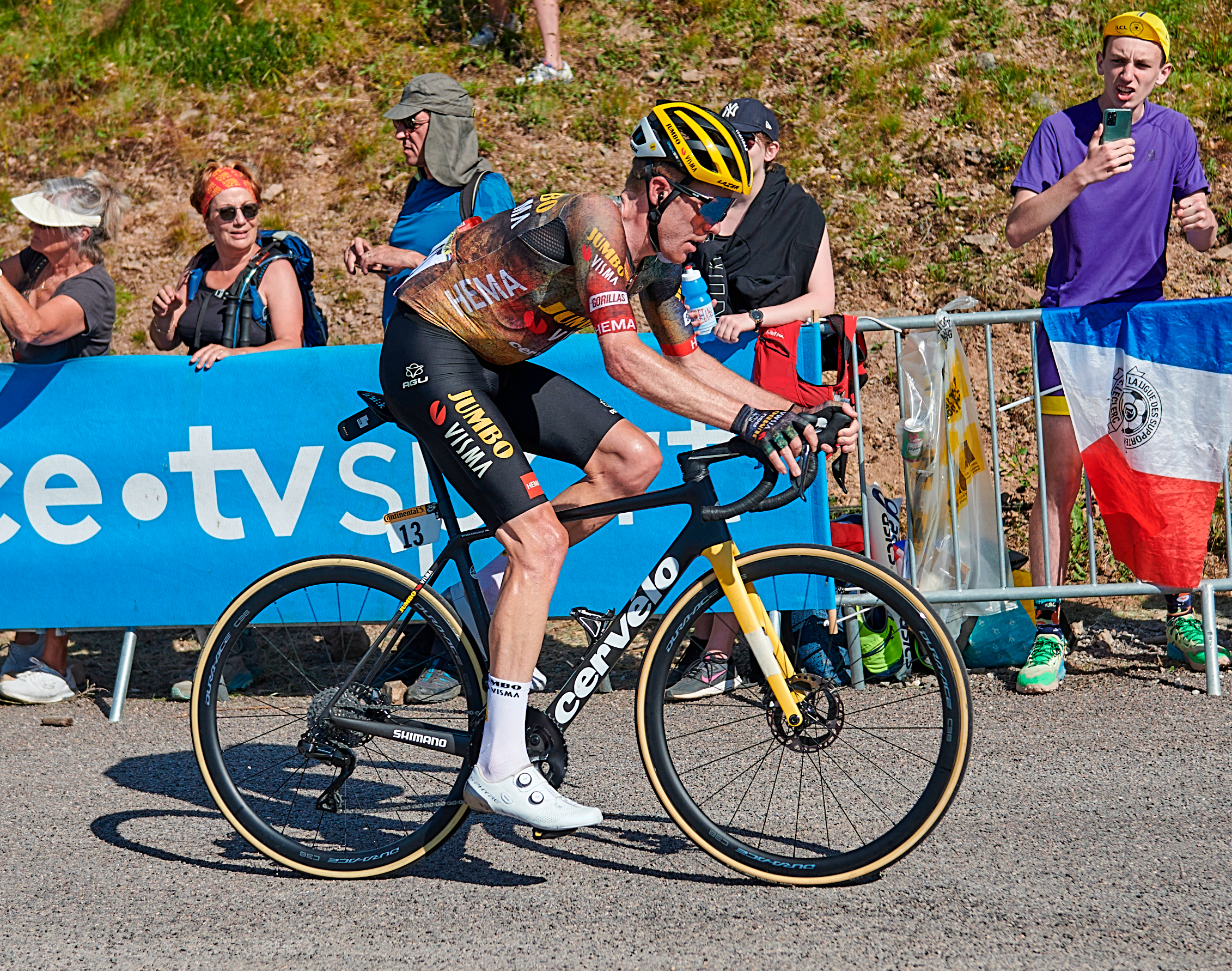
Steven Kruijswijk bei 7. Etappe der Tour de France 2022

2007
- Mannschaftszeitfahren Tour Alsace

2009
- Niederländischer Meister – Straßenrennen (U23)

2011
- eine Etappe Tour de Suisse

2014
- Gesamtwertung Arctic Race of Norway

2019
- Mannschaftszeitfahren Tour de France

## Grand-Tour-Platzierungen
| Grand Tour            | 2010 | 2011 | 2012 | 2013 | 2014 | 2015 | 2016 | 2017 | 2018 | 2019 | 2020 | 2021 | 2022 | 2023 | 2024 | 2025 |
| --------------------- | ---- | ---- | ---- | ---- | ---- | ---- | ---- | ---- | ---- | ---- | ---- | ---- | ---- | ---- | ---- | ---- |
| Giro d’ItaliaGiro     | 18   | 8    | –    | 26   | DNF  | 7    | 4    | DNF  | –    | –    | DNF  | –    | –    | –    | –    | 38   |
| Tour de FranceTour    | –    | –    | 33   | –    | 15   | 21   | –    | –    | 5    | 3    | –    | DNF  | DNF  | –    | –    |      |
| Vuelta a EspañaVuelta | –    | 41   | –    | –    | –    | –    | DNF  | 9    | 4    | DNF  | –    | 12   | –    | –    | 19   |      |

## Teams
- 2006 Van Vliet-EBH-Advocaten
- 2007 Rabobank Continental
- 2008 Rabobank Continental
- 2009 Rabobank Continental
- 2010 Rabobank
- 2011 Rabobank
- 2012 Rabobank Cycling Team
- 2013 Belkin-Pro Cycling Team
- 2014 Belkin-Pro Cycling Team
- 2015 Team Lotto NL-Jumbo
- 2016 Team Lotto NL-Jumbo
- 2017 Team Lotto NL-Jumbo
- 2018 Team Lotto NL-Jumbo
- 2019 Team Jumbo-Visma
- 2020 Jumbo-Visma
- 2021 Jumbo-Visma